# 但陽信用金庫
但陽信用金庫（たんようしんようきんこ）は、兵庫県加古川市に本店を置く信用金庫。

## 沿革
- 1926年 - （大正15年）6月10日　有限責任生野信用組合として朝来郡生野町（現朝来市）に設立。
- 1949年 - （昭和24年）市街地信用組合に転換、生野信用組合に改組。
- 1950年 - （昭和25年）信用協同組合に転換・改組。
- 1952年 - （昭和27年）3月　信用金庫に転換、但陽信用金庫に改組。
- 1971年 - （昭和46年）日本銀行と当座取引開始。
- 1988年 - （昭和63年）5月　本店を加古川市に移転。
- 2004年 - （平成16年）法人インターネットバンキング取扱開始。
- 2013年 - （平成25年）オンラインシステムが一般社団法人しんきん共同センターへ統合。
- 2016年 - （平成28年）預金総額7,000億円到達。

## 支店
| 支店名         | 開業年     | 閉業年     | 市町村                                     | 備考                                                               |
| -------------- | ---------- | ---------- | ------------------------------------------ | ------------------------------------------------------------------ |
| 本店           | 1988年05月 |            | 加古川市                                   |                                                                    |
| 尾上支店       | 2001年12月 |            | 加古川市                                   |                                                                    |
| 加古川東支店   | 1983年09月 |            | 加古川市                                   |                                                                    |
| 神野支店       | 1991年10月 |            | 加古川市                                   |                                                                    |
| 北野支店       | 1980年12月 |            | 加古川市                                   | 1983年3月に東加古川支店から北野支店に名称変更                      |
| 土山支店       | 1972年11月 |            | 加古川市                                   |                                                                    |
| 平野支店       | 1976年12月 |            | 加古川市                                   | 1988年5月に加古川支店から平野支店に名称変更                        |
| 別府支店       | 1978年09月 |            | 加古川市                                   |                                                                    |
| 高砂支店       | 1970年12月 |            | 高砂市                                     |                                                                    |
| 高砂中央支店   | 1984年06月 |            | 高砂市                                     |                                                                    |
| 高砂西支店     | 1992年12月 |            | 高砂市                                     |                                                                    |
| 大塩支店       | 1984年09月 |            | 高砂市                                     | 姫路市の地名である「大塩」を名乗るが、店舗所在地は高砂市域である。 |
| 加西支店       | 1987年09月 |            | 加西市                                     |                                                                    |
| 稲美支店       | 1994年10月 |            | 加古郡稲美町                               |                                                                    |
| 本荘支店       | 1986年05月 |            | 加古郡播磨町                               |                                                                    |
| 姫路支店       | 1966年03月 |            | 姫路市                                     |                                                                    |
| 勝原支店       | 2008年12月 |            | 姫路市                                     |                                                                    |
| 飾磨支店       | 2012年04月 |            | 姫路市                                     |                                                                    |
| 城西支店       | 2010年11月 |            | 姫路市                                     |                                                                    |
| 城北支店       | 1969年10月 |            | 姫路市                                     |                                                                    |
| 姫路北支店     | 2007年03月 |            | 姫路市                                     |                                                                    |
| 姫路灘支店     | 1990年10月 |            | 姫路市                                     |                                                                    |
| 姫路西支店     | 1980年03月 |            | 姫路市                                     |                                                                    |
| 姫路東支店     | 1998年11月 |            | 姫路市                                     |                                                                    |
| 姫路南支店     | 1975年04月 |            | 姫路市                                     |                                                                    |
| 香呂支店       | 1960年09月 |            | 神崎郡香寺町 ↓ 姫路市                      |                                                                    |
| 溝口支店       | 1988年10月 |            | 神崎郡香寺町 ↓ 姫路市                      |                                                                    |
| 福崎支店       | 1963年05月 |            | 神崎郡福崎町                               | 1984年5月 移転                                                     |
| 甘地支店       | 1955年08月 |            | 神崎郡市川町                               |                                                                    |
| 粟賀支店       | 1951年09月 |            | 神崎郡粟賀村 ↓ 神崎郡神崎町 ↓ 神崎郡神河町 | 2006年11月 移転                                                    |
| 寺前支店       | 1999年07月 |            | 神崎郡大河内町 ↓ 神崎郡神河町              |                                                                    |
| 生野支店       | 1926年06月 |            | 朝来郡生野町 ↓ 朝来市                      | 1988年5月に本店から生野支店に名称変更                              |
| 朝来支店       | 1967年12月 |            | 朝来郡朝来町 ↓ 朝来市                      | 2016年10月 移転                                                    |
| 和田山支店     | 2017年05月 |            | 朝来市                                     |                                                                    |
| 中川支店       | 1952年12月 | 1967年12月 | 朝来郡中川村 ↓ 朝来郡朝来町                |                                                                    |
| (旧)寺前支店   | 1958年04月 | 1972年09月 | 神崎郡大河内町                             |                                                                    |
| 加古川駅前支店 | 1982年03月 | 1988年05月 | 加古川市                                   | 本店に統合                                                         |

## その他

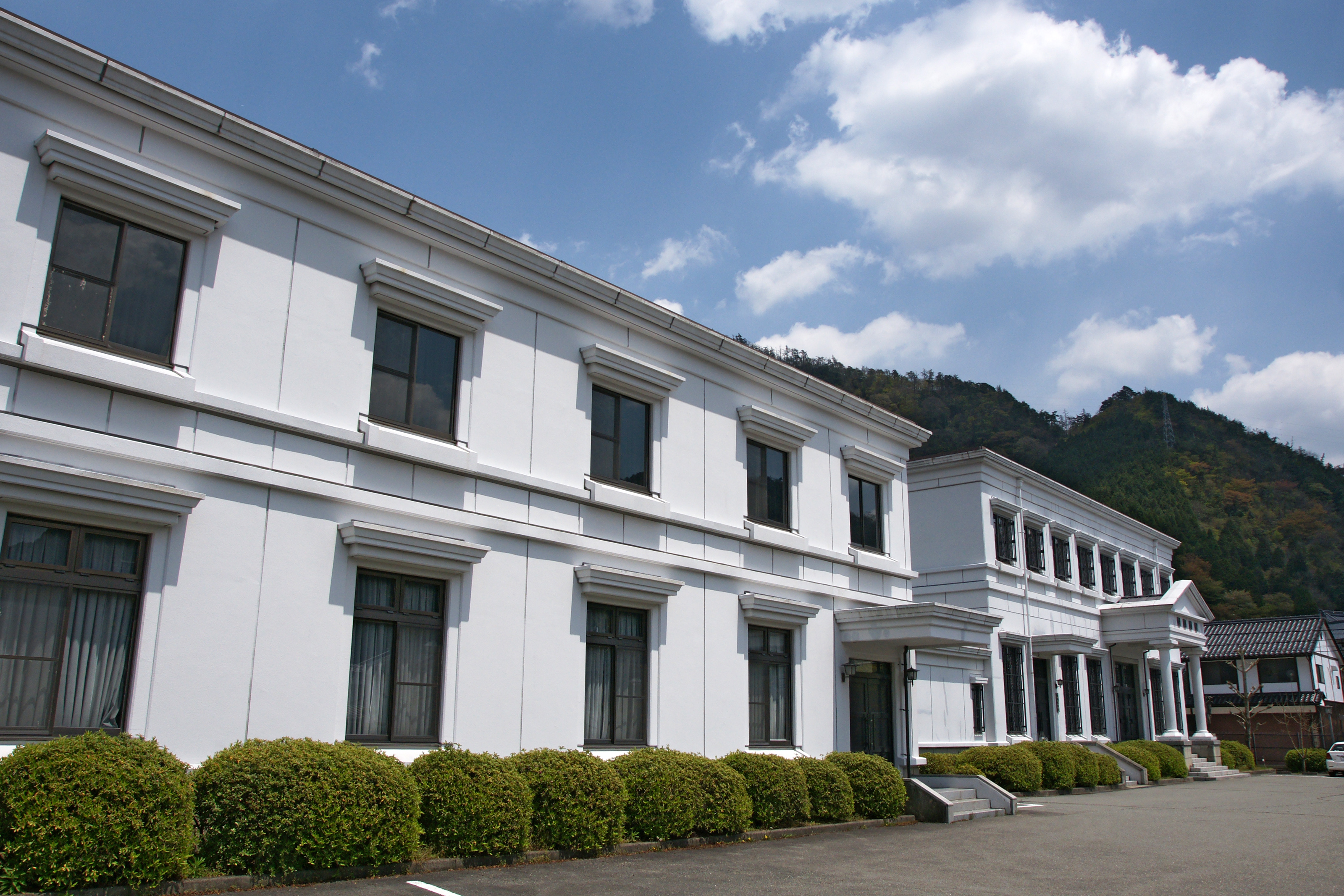
但陽美術館（兵庫県朝来市）

- 但陽信用金庫会館（但陽会館・但陽美術館）を運営する。
- 生野ムジカ - 主催する国際音楽セミナー。イタリア・ミラノのスカラ座の副指揮者ダンテ・マッツォーラと妻のソプラノ歌手多田佳世子が指導する。
- 当庫では広告媒体に千代紙の裏面を使用しており、訪問時の粗品として使われている。また各店舗でも無料で入手できる。
- テレビCMを本店所在地がある加古川市のケーブルテレビ局BAN-BANテレビの番組スポンサーとして放送されているが、サンテレビ及び、民放各局では放送されていない。